# Боянувка
Боянувка (пол. Bojanówka) — село в Польщі, у гміні Вогинь Радинського повіту Люблінського воєводства. Населення — 282 особи (2011).

## Історія
У часи входження до складу Російської імперії належало до Радинського повіту Сідлецької губернії.
За даними етнографічної експедиції 1869—1870 років під керівництвом Павла Чубинського, у селі переважно проживали римо-католики, але населення здебільшого розмовляло українською мовою.
У 1975—1998 роках село належало до Білопідляського воєводства.

## Демографія
Демографічна структура станом на 31 березня 2011 року:
|          | Загалом | Допрацездатний вік | Працездатний вік | Постпрацездатний вік |
| -------- | ------- | ------------------ | ---------------- | -------------------- |
| Чоловіки | 148     | 31                 | 101              | 16                   |
| Жінки    | 134     | 33                 | 74               | 27                   |
| Разом    | 282     | 64                 | 175              | 43                   |